# Paracheiridium vachoni
Paracheiridium vachoni es una especie de arácnido del orden Pseudoscorpionida de la familia Pseudochiridiidae.

## Distribución geográfica
Se encuentra en Madagascar.